# پورشه ۳۵۶
پورشه ۳۵۶ اولین محصول پورشه است که طرح اولیه آن را فردیناند پورشه داده است ولی بعد از فوت وی پسرش فری پورشه به طور جدی تر کار تولید آن را ادامه داده و توانسته این اتومبیل به یاد ماندنی را به مرحله تولید رسانده و علاوه بر کسب تجربه نام پورشه را بر سر زبان‌ها بیندازد. این اتومبیل شروع شهرت پورشه در اتومبیل‌های اسپورت بود.
اولین مدل سری ۳۵۶ با نام رودستر شماره ۱ (ویا پورشه ۳۵۶/۱) در سال ۱۹۴۸ و به دنبال آن مدلهای ۱۹۵۰ ۳۵۶ کوپه (در این مدت فری پورشه به دلیل بیماری پدرش نام فردیناند را برای این مدل مناسب دیده است) ۱۹۵۲ کابریولت و ۳۵۶ اسپیدستر هستند.

## نگارخانه

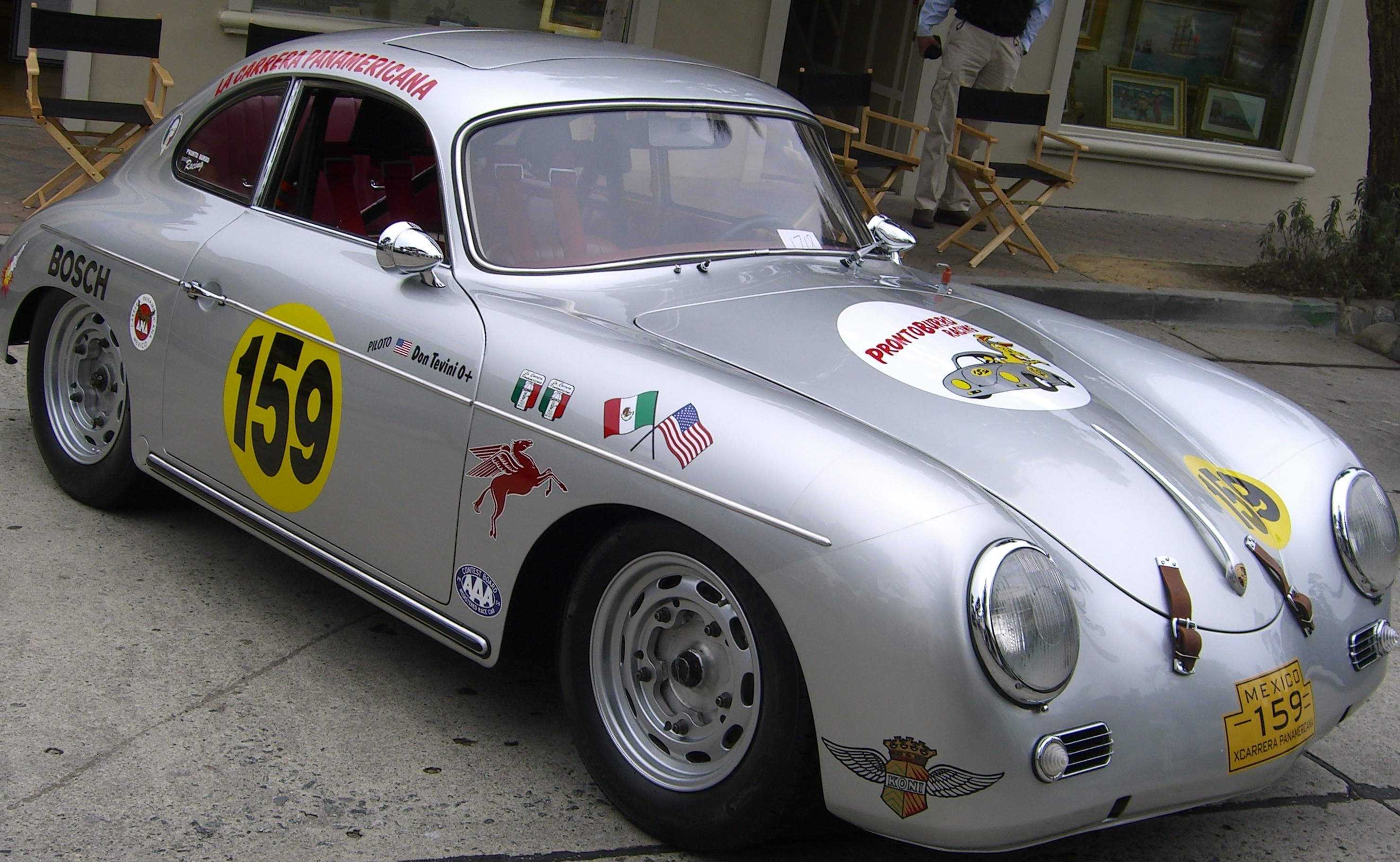
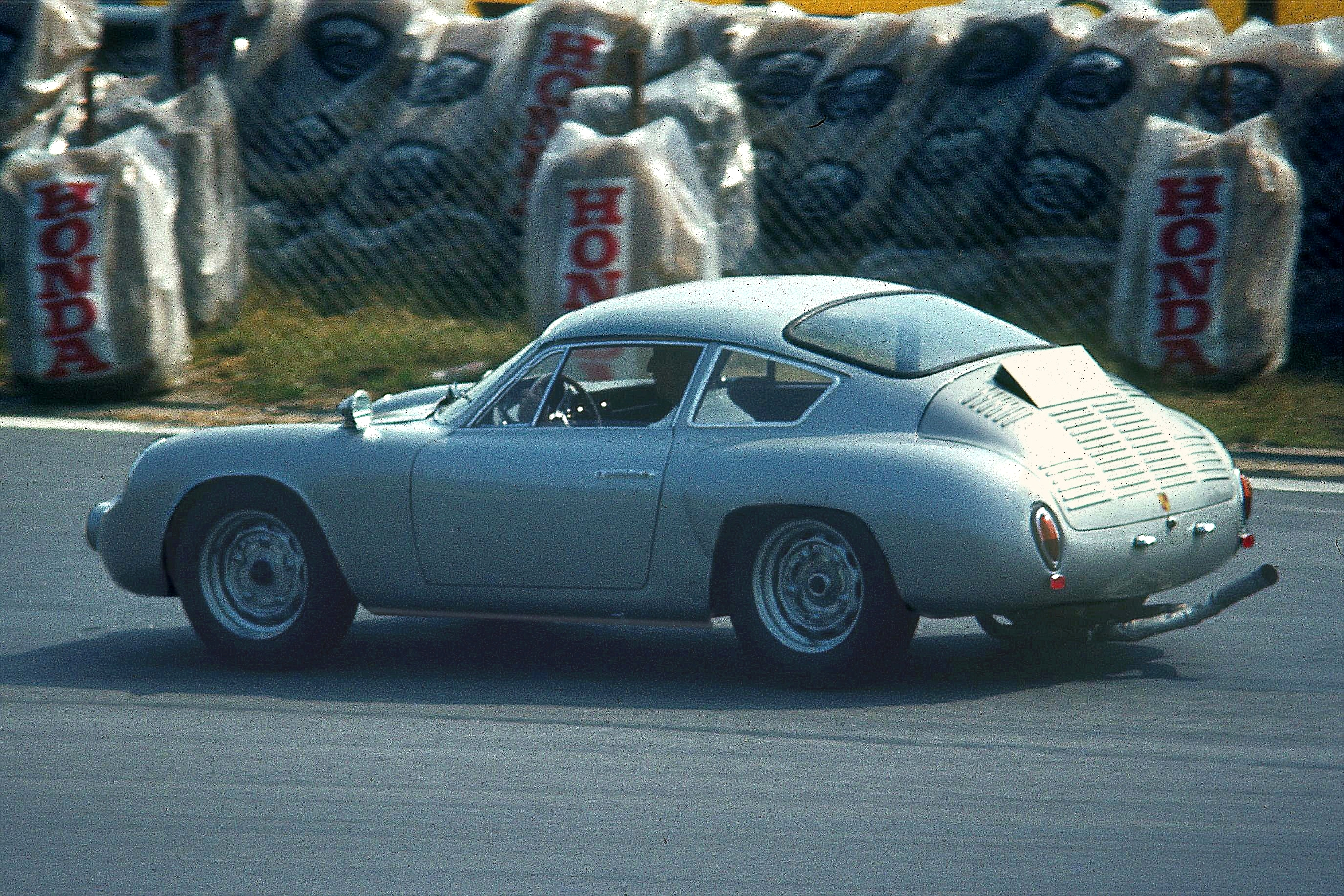
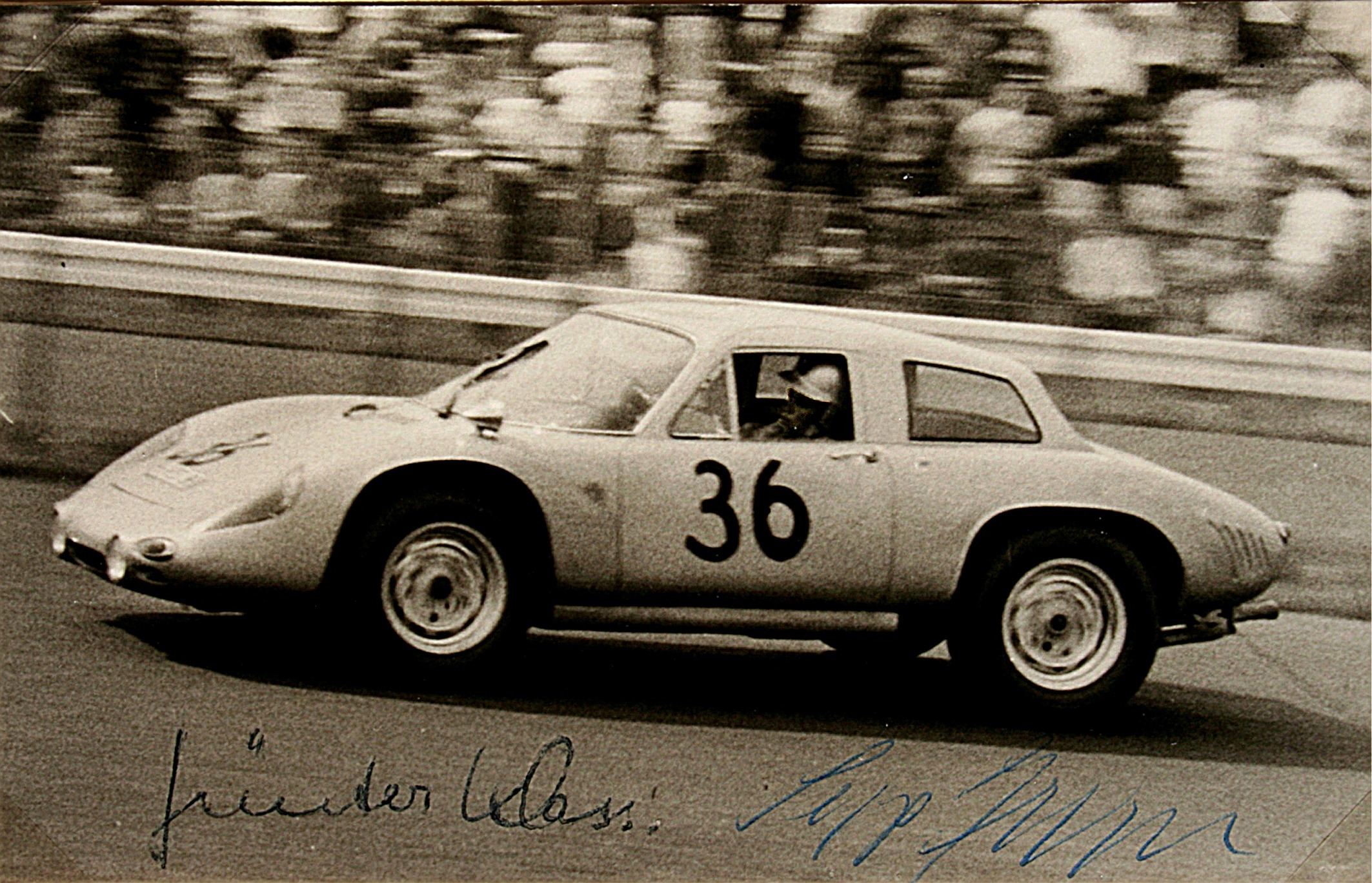